# Riaño
Riaño è un comune spagnolo di 560 abitanti della provincia di León, comunità autonoma di Castiglia e León, situato sul versante meridionale della Cordigliera Cantabrica.
A causa della costruzione pianificata di una diga e di un bacino idrico negli anni '80, per il controllo delle inondazioni e la generazione di energia idroelettrica, il villaggio e i suoi terreni agricoli pianeggianti furono sommersi, così come altri sei villaggi nel progetto della diga associata. I residenti furono trasferiti a Nueva Riaño, costruito in sostituzione più in alto sopra il bacino idrico. Nel 2010 il villaggio contava 532 residenti.

## Reserva Nacional de Caza, Flora y Fauna Salvaje
Si tratta dell'unica Riserva di caccia cantabrica, popolata dalle sei principali specie cacciabili: il cervo, il capriolo, il camoscio, lo stambecco iberico (Capra pyrenaica victoriae), il cinghiale e il lupo.

Il cervo è una specie introdotta nel XVIII secolo, per scopi venatori. Invece lo stambecco è stato reintrodotto nella riserva negli anni 1990, con l'intento di ripopolare i monti Cantabrici. In questa zona della Spagna, il lupo è legalmente cacciato.
 
Qui sono presenti anche alcuni esemplari di orso bruno, che godono di massima protezione. 
La maggior parte della riserva è oggi inclusa nel Parco nazionale dei Picos de Europa. Questo parco è stato istituito il 18 luglio 1994, con lo scopo di contribuire alla conservazione degli ecosistemi naturali e del valore paesaggistico, in armonia con usi e valori tradizionali, le attività ricreative, turistiche e socioeconomiche del territorio.